# Achaearanea hieroglyphica
Achaearanea hieroglyphica är en spindelart som först beskrevs av Cândido Firmino de Mello-Leitão 1940.  
Achaearanea hieroglyphica ingår i släktet Achaearanea och familjen klotspindlar. Inga underarter finns listade i Catalogue of Life.